# Miltogramma iranica
Miltogramma iranica är en tvåvingeart som först beskrevs av Boris Borisovitsch Rohdendorf 1961.  Miltogramma iranica ingår i släktet Miltogramma och familjen köttflugor.
Artens utbredningsområde är Iran. Inga underarter finns listade i Catalogue of Life.